# (73282) 2002 JH61
(73282) 2002 JH61 – planetoida z pasa głównego asteroid okrążająca Słońce w ciągu 3,7 lat w średniej odległości 2,39 j.a. Odkryta 8 maja 2002 roku.